# Lillsjön (Rimbo socken, Uppland)
Lillsjön är en sjö i Norrtälje kommun i Uppland och ingår i Broströmmens huvudavrinningsområde.